# 小贾巴里·史密斯
小贾巴里·史密斯（英語：Jabari Smith Jr.，2003年5月13日—），美国篮球运动员。現效力於NBA聯盟休士頓火箭，場上位置為大前锋。 
史密夫昰2022年NBA选秀探花，被休士頓火箭选中。